# Campionati del mondo di mountain bike marathon 2010
I Campionati del mondo di mountain bike marathon 2010 (en. 2010 UCI Mountain Bike Marathon World Championships), settima edizione della competizione, furono disputati a Sankt Wendel, in Germania, l'8 agosto 2010.
Entrambe le prove prevedevano un percorso di 107 km.

## Medagliere
Medagliere finale
| Pos.   | Nazione   | Oro | Argento | Bronzo | Totale |
| ------ | --------- | --- | ------- | ------ | ------ |
| 1      | Austria   | 1   | 0       | 0      | 1      |
| 1      | Svizzera  | 1   | 0       | 0      | 1      |
| 3      | Italia    | 0   | 1       | 0      | 1      |
| 3      | Germania  | 0   | 1       | 0      | 1      |
| 5      | Sudafrica | 0   | 0       | 1      | 1      |
| 5      | Danimarca | 0   | 0       | 1      | 1      |
| Totale | Totale    | 2   | 2       | 2      | 6      |

## Sommario degli eventi
| Eventi          | Oro                  | Tempo                    | Argento                | Tempo   | Bronzo                   | Tempo   |
| Uomini dettagli | Alban Lakata Austria | 3h49'55" Media 22,7 km/h | Mirko Celestino Italia | a 5"    | Burry Stander Sudafrica  | s.t.    |
| Donne dettagli  | Esther Süss Svizzera | 4h33'46"                 | Sabine Spitz Germania  | a 1'56" | Annika Langvad Danimarca | a 2'53" |